# In Nacht und Eis
Pour plus de détails, voir Fiche technique et Distribution.
In Nacht und Eis (de l'allemand signifiant littéralement « Dans la nuit et la glace »), également nommé Der Untergang der Titanic est un film muet allemand réalisé par Mime Misu, sorti en 1912.
C'est le deuxième film ayant pour sujet le naufrage du Titanic, qui avait eu lieu seulement quelques mois plus tôt. Il prend de grandes libertés avec l'histoire originale, puisque le film met en scène l'explosion des chaudières du navire, et que le naufrage ne fait qu'une victime. Cru perdu depuis la Première Guerre mondiale, le film été retrouvé en 1997 par un collectionneur allemand.

## Synopsis
La foule se presse sur les quais pour embarquer à bord du Titanic.
La traversée est une succession de fêtes et de repas jusqu'à ce que le paquebot heurte un iceberg. Au cœur de la panique, les deux opérateurs radio ne cessent d'envoyer des messages de détresse en attente des secours, tandis que les passagers embarquent dans les canots de sauvetage.
Finalement, alors que l'eau envahit la salle de radio, un opérateur et le capitaine tentent de sauver leur collègue qui ne veut pas quitter son poste. Finalement, tous se retrouvent dans les canots, à l'exception du capitaine qui se noie.

## Fiche technique
Les informations suivantes proviennent de l'Internet Movie Database
- Titre original : In Nacht und Eis (parfois Der Untergang der Titanic)
- Réalisation : Mime Misu
- Pays d'origine : Allemagne
- Format : Noir et blanc
- Genre : Action, drame
- Durée : 30 minutes (35 dans la version restaurée)
- Dates de sortie :
  - Empire allemand : 17 août 1912
  - Finlande : 9 septembre 1912

## Distribution
- Waldemar Hecker
- Otto Rippert
- Ernst Rückert (sous le nom d'Anton Ernst Rickert)
- Willy Hameister
- Emil Schünemann
- Viktor Zimmerman

## Réalisation, perte et redécouverte
In Nacht und Eis a été réalisé par Mime Misu durant l'été 1912 dans les studios Continental Films de Berlin. Certaines scènes ont également été tournées sur le paquebot allemand Kaiserin Auguste Victoria de la HAPAG. Le film, durant une demi-heure, est considéré comme très long pour l'époque. Sorti le 17 août 1912 en Allemagne, c'est le deuxième film concernant le naufrage du Titanic (survenu quatre mois plus tôt) après Saved from the Titanic qui mettait en scène l'actrice Dorothy Gibson, rescapée du naufrage.
Le film prend cependant de nombreuses libertés avec la réalité : les chaudières explosent, les cheminées crachent des étincelles, les passagers reprennent en chœur des cantiques, et le naufrage ne fait qu'une victime (à comparer aux près de 1 500 de la réalité).
Le film a été perdu après la Première Guerre mondiale, et n'a été retrouvé qu'en 1998 par un collectionneur allemand. Des extraits ont été utilisés pour le documentaire Beyond Titanic. Depuis sa restauration, le film est rarement diffusé. Il est cependant entré dans le domaine public et peut être visionné sur le site Encyclopedia Titanica.